# Ronde van Frankrijk 2025/Tweede etappe
De tweede etappe van de Ronde van Frankrijk 2025 werd verreden op 6 juli. De Nederlander Mathieu van der Poel won en nam het geel over van zijn ploeggenoot Jasper Philipsen, voor de Sloveen Tadej Pogačar en Jonas Vingegaard uit Denemarken.

## Parcours
De langste etappe van de Tour startte in Lauwin-Planque, dat voor het eerst startplaats in de Ronde van Frankrijk was. De tussensprint lag na 154,6 km in Énocq. Daarnaast moesten onderweg twee beklimmingen van de derde categorie en twee beklimming van de vierde categorie worden gedaan. De finish lag na 209,1 kilometer in Boulogne-sur-Mer.

## Koersverloop
In het regenachtige begin van de etappe trokken vier renner ten aanval: de Belg Brent Van Moer, de Noor Andreas Leknessund, de Kazak Jevgeni Fjodorov en de Fransman Bruno Armirail. Hun voorsprong bleef rond de tweeëneenhalve minuut hangen, door toedoen van Alpecin-Deceuninck en Intermarché-Wanty. De koplopers pakten de eerste punten van de tussensprint in Énocq en daarachter sprintten Jonathan Milan, Tim Merlier, Biniam Girmay en Jasper Philipsen naar de plekken 5 t/m 8. 
Het peloton reed onder leiding van Visma | Lease a Bike naar de eerste klim van de finale, de Côte du Haut Pichot. De kopgroep werd teruggepakt en naast Visma-Lease a Bike zaten ook Tadej Pogačar, Tim Wellens, Primož Roglič, Mathieu van der Poel en Jasper Philipsen van voren. Jonathan Milan kwam op de klim ten val, waardoor er een beuk ontstond in het peloton. Nadat Wellens als eerste boven was gekomen, voor zijn teamgenoot Pogačar, volgde de samensmelting van het peloton al snel, waarna ze snel door reden naar de voet van de Côte de Saint-Étienne-au-Mont. 
Hier pakte Tiesj Benoot de leiding voor zijn kopman Jonas Vingegaard en nadat Matteo Jorgenson demarreerde ontstond een kopgroep van negen renners: Vingegaard, Jorgenson, Van der Poel, Pogačar, Romain Grégoire, Remco Evenepoel, Kévin Vauquelin, Jhonatan Narvaez en Carlos Rodríguez. Pogačar kwam als eerste boven en wist hiermee de bergtrui te pakken. Het peloton ging onder aanvoering van Red Bull-BORA-hansgrohe in de achtervolging en wist aan de voet van de volgende klim, de Côte d'Outreau, weer aan te sluiten. Hier kwam Vauquelin als eerste boven, maar een demarrage bleef uit. Net na de top kwam die er wel, van Vingegaard, maar Evenepoel en Pogačar zaten al snel op zijn wiel. Ondanks een uitval van Florian Lipowitz reed de groep van ongeveer 30 renners naar de laatste oplopende kilometer in Boulogne-sur-Mer. 
Daar begon de eindsprint voor de etappezege en, omdat klassementsleider Philipsen op kleine achterstand reed, de gele trui. Julian Alaphilippe deed een eerste poging, maar Van der Poel dichtte snel het gat, waarna hij op kop werd gedwongen. Van kop af aan begon hij de eindsprint die hij tot de finish vol wist te houden. Pogačar was in zijn wiel de eerste achtervolger en werd tweede, terwijl Vingegaard derde werd. Mathieu van der Poel pakte zijn tweede touretappe van zijn carrière (na de 2e etappe in 2021) en daarbij ook de gele trui.

### Tussenpunten
| Type                | Locatie                       | KM    | Eerste             | Tweede             | Derde          |
| ------------------- | ----------------------------- | ----- | ------------------ | ------------------ | -------------- |
| Bergsprint (Cat. 4) | Côte de Cavron-Saint-Martin   | 104,3 | Andreas Leknessund |                    |                |
| Tussensprint        | Énocq                         | 154,6 | Jevgeni Fjodorov   | Andreas Leknessund | Brent Van Moer |
| Bergsprint (Cat. 3) | Côte du Haut Pichot           | 179,3 | Tim Wellens        | Tadej Pogačar      |                |
| Bergsprint (Cat. 3) | Côte de Saint-Étienne-au-Mont | 200,4 | Tadej Pogačar      | Jonas Vingegaard   |                |
| Bergsprint (Cat. 4) | Côte d'Outreau                | 203,8 | Kévin Vauquelin    |                    |                |

## Uitslag etappe
| Plaats  | Naam                   | Ploeg                      | Tijd     |
| ------- | ---------------------- | -------------------------- | -------- |
| Winnaar | Mathieu van der Poel   | Alpecin-Deceuninck         | 4u45'41" |
| 2       | Tadej Pogačar          | UAE Team Emirates-XRG      | z.t.     |
| 3       | Jonas Vingegaard       | Visma \| Lease a Bike      | z.t.     |
| 4       | Romain Grégoire        | Groupama-FDJ               | z.t.     |
| 5       | Julian Alaphilippe     | Tudor                      | z.t.     |
| 6       | Oscar Onley            | Picnic PostNL              | z.t.     |
| 7       | Aurélien Paret-Peintre | Decathlon AG2R La Mondiale | z.t.     |
| 8       | Kévin Vauquelin        | Arkéa-B&B Hotels           | z.t.     |
| 9       | Simone Velasco         | XDS Astana                 | z.t.     |
| 10      | Jenno Berckmoes        | Lotto                      | z.t.     |

 –  Bruno Armirail was de strijdlustigste renner van de etappe.

## Klassementen

### Algemeen klassement
| Plaats    | Naam                 | Ploeg                 | Tijd     |
| --------- | -------------------- | --------------------- | -------- |
| Gele trui | Mathieu van der Poel | Alpecin-Deceuninck    | 8u38'42" |
| 2         | Tadej Pogačar        | UAE Team Emirates-XRG | + 4"     |
| 3         | Jonas Vingegaard     | Visma \| Lease a Bike | + 6"     |
| 4         | Kévin Vauquelin      | Arkéa-B&B Hotels      | + 10"    |
| 5         | Matteo Jorgenson     | Visma \| Lease a Bike | z.t.     |
| 6         | Enric Mas            | Movistar              | z.t.     |
| 7         | Jasper Philipsen     | Alpecin-Deceuninck    | + 31"    |
| 8         | Joseph Blackmore     | Israel-Premier Tech   | + 41"    |
| 9         | Tobias Johannessen   | Uno-X Mobility        | z.t.     |
| 10        | Ben O'Connor         | Jayco AlUla           | z.t.     |

### Puntenklassement
| Plaats      | Naam                 | Ploeg                 | Punten |
| ----------- | -------------------- | --------------------- | ------ |
| Groene trui | Jasper Philipsen     | Alpecin-Deceuninck    | 71     |
| 2           | Biniam Girmay        | Intermarché-Wanty     | 54     |
| 3           | Mathieu van der Poel | Alpecin-Deceuninck    | 50     |
| 4           | Anthony Turgis       | TotalEnergies         | 36     |
| 5           | Jonathan Milan       | Lidl-Trek             | 31     |
| 6           | Tadej Pogačar        | UAE Team Emirates-XRG | 30     |
| 7           | Paul Penhoët         | Groupama-FDJ          | 26     |
| 8           | Bryan Coquard        | Cofidis               | 23     |
| 9           | Jevgeni Fjodorov     | XDS Astana Team       | 20     |
| 10          | Jonas Vingegaard     | Visma \| Lease a Bike | 20     |

### Bergklassement
| Plaats        | Naam               | Ploeg                 | Punten |
| ------------- | ------------------ | --------------------- | ------ |
| Bolletjestrui | Tadej Pogačar      | UAE Team Emirates-XRG | 3      |
| 2             | Tim Wellens        | UAE Team Emirates-XRG | 2      |
| 3             | Benjamin Thomas    | Cofidis               | 2      |
| 4             | Jonas Vingegaard   | Visma \| Lease a Bike | 2      |
| 5             | Kévin Vauquelin    | Arkéa-B&B Hotels      | 1      |
| 6             | Andreas Leknessund | Uno-X Mobility        | 1      |

### Jongerenklassement
| Plaats     | Naam                | Ploeg                   | Tijd     |
| ---------- | ------------------- | ----------------------- | -------- |
| Witte trui | Kévin Vauquelin     | Arkéa-B&B Hotels        | 8u38'52" |
| 2          | Joseph Blackmore    | Israel-Premier Tech     | + 31"    |
| 3          | Mattias Skjelmose   | Lidl-Trek               | + 39"    |
| 4          | Oscar Onley         | Picnic PostNL           | z.t.     |
| 5          | Remco Evenepoel     | Soudal Quick-Step       | z.t.     |
| 6          | Florian Lipowitz    | Red Bull-BORA-hansgrohe | z.t.     |
| 7          | Jenno Berckmoes     | Lotto                   | z.t.     |
| 8          | Carlos Rodríguez    | INEOS Grenadiers        | + 1'10"  |
| 9          | Samuel Watson       | INEOS Grenadiers        | + 1'29"  |
| 10         | Ben Healy           | EF Education-EasyPost   | + 2'08"  |
|            |                     |                         |          |
| 24         | Frank van den Broek | Picnic PostNL           | + 8'01"  |

### Ploegenklassement
| Plaats | Ploeg                      | Tijd      |
| ------ | -------------------------- | --------- |
|        | Groupama-FDJ               | 25u56'36" |
| 2      | Team Visma \| Lease a Bike | + 31"     |
| 3      | Alpecin-Deceuninck         | + 2'00"   |
| 4      | UAE Team Emirates-XRG      | + 2'08"   |
| 5      | Arkéa-B&B Hotels           | + 2'20"   |

1e etappe ·
2e etappe ·
3e etappe ·
4e etappe ·
5e etappe ·
6e etappe ·
7e etappe ·
8e etappe ·
9e etappe ·
10e etappe ·
11e etappe ·
12e etappe ·
13e etappe ·
14e etappe ·
15e etappe ·
16e etappe ·
17e etappe ·
18e etappe ·
19e etappe ·
20e etappe ·
21e etappe
Startlijst · Eindstanden · Afbeeldingen